# Музей за литература и изкуство „Егише Чаренц”
Музеят за литература и изкуство „Егише Чаренц“ (на арменски: Եղիշե Չարենցի անվան գրականության և արվեստի թանգարան) е културно-историческа институция в Ереван, Армения.
В него се съхраняват фондове на арменска литература, театър, музика, създатели на филми, арменология, културни институции, организации, образователни и научни институции и редакции.

## История
Музеят е създаден през 1921 г. от Народния комисариат на Просвещението в Армения като историографски отдел на Държавния културно-исторически музей, създаден в Ереван. Той стартира през 1922 г. ръководен от филолога историк Ерванд Шахазиз (1856 – 1951), който пренася от Нахичеван в Ереван документи, антични книги и други материали за историята на арменската общност. През следващите години отделът е попълнен с многобройни материали от арменски класически писатели, литературни и културни дейци и институции.
От 16 май 1935 г. отделът е изваден от Държавния културно-исторически музей в самостоятелна научна институция, наречена Държавен литературен музей с ръководител Хорен Саркисян. На 21 юли 1942 г. литературният музей излиза от подчинението на Народния комисариат и става част от арменския клон на Академията на науките на Съветския съюз, след това част от Арменската академия на науките, като независим отдел на Института за език и литература на Армения, после Институт за литература. През май 1953 г. институцията преминава под юрисдикцията на Министерството на културата на Арменската ССР, като отделен отдел на Държавния исторически музей на Армения.
През 1934 г. в консерваторията е открит кабинетът на Романос Меликян с експозиция на редица музикални фондове. През 1935 г. с усилията на драматурга Саргис Меликсетян е основан Ереванският театрален музей. През 1954 г. трите организации се обединяват и образуват една институция – Музеят за литература и изкуство. Той действа под юрисдикцията на Академията на науките на СССР до 1963 г., а след това към Министерството на културата. През 1967 г. мезеят е кръстен на Егише Чаренц.
През 1977 г. музеят е попълнен с материали, свързани с кинематографията.

## Експозиция
Музеят за литература и изкуство „Егише Чаренц“ е разположен в 5 изложбени зали с обща площ 300 кв. м. Две от залите представят арменската литература, а другите театралното изкуство, изкуството на киното и музикалното изкуство.
Изложените материали представят стотици личности от областта на литературата и изкуството, изданията на образователни, научни, и културни институции, литературни, музикални, театрални групи и съюзи, и периодични издания, оставили значима следа в арменската история. Голямото разнообразие от материали включва ръкописи, писма, документи, документи, бележки, снимки, покани, диплянки, инструменти, лични и сценични костюми, мебели, съдове, сувенири, държавни награди, художествени, научни, етнографски, педагогически, мемоарни творби медали, оръжия, киноапаратура, антични книги, преса, и др.
Всичките зали са пълни с изящни художествени ценности, изобразяващи представените личности или техните произведения – картини, графики, карикатури, скулптури. Личностите на литературата и изкуството са представени главно в групи, според времето, жанра и направлението на творчеството им. За някои от тях са оформени специални ъгли за творците Саят-Нова, Хачатур Абовян, Раффи, Габриел Сундукян, Комитас, Александър Ширванзаде, Петрос Адамян, Егише Чаренц, и др.